# Honda Airwave
Honda Airwave – samochód osobowy klasy kompaktowej produkowany przez koncern Honda w latach 2005 - 2010. Model sprzedawany wyłącznie na rynku japońskim. 

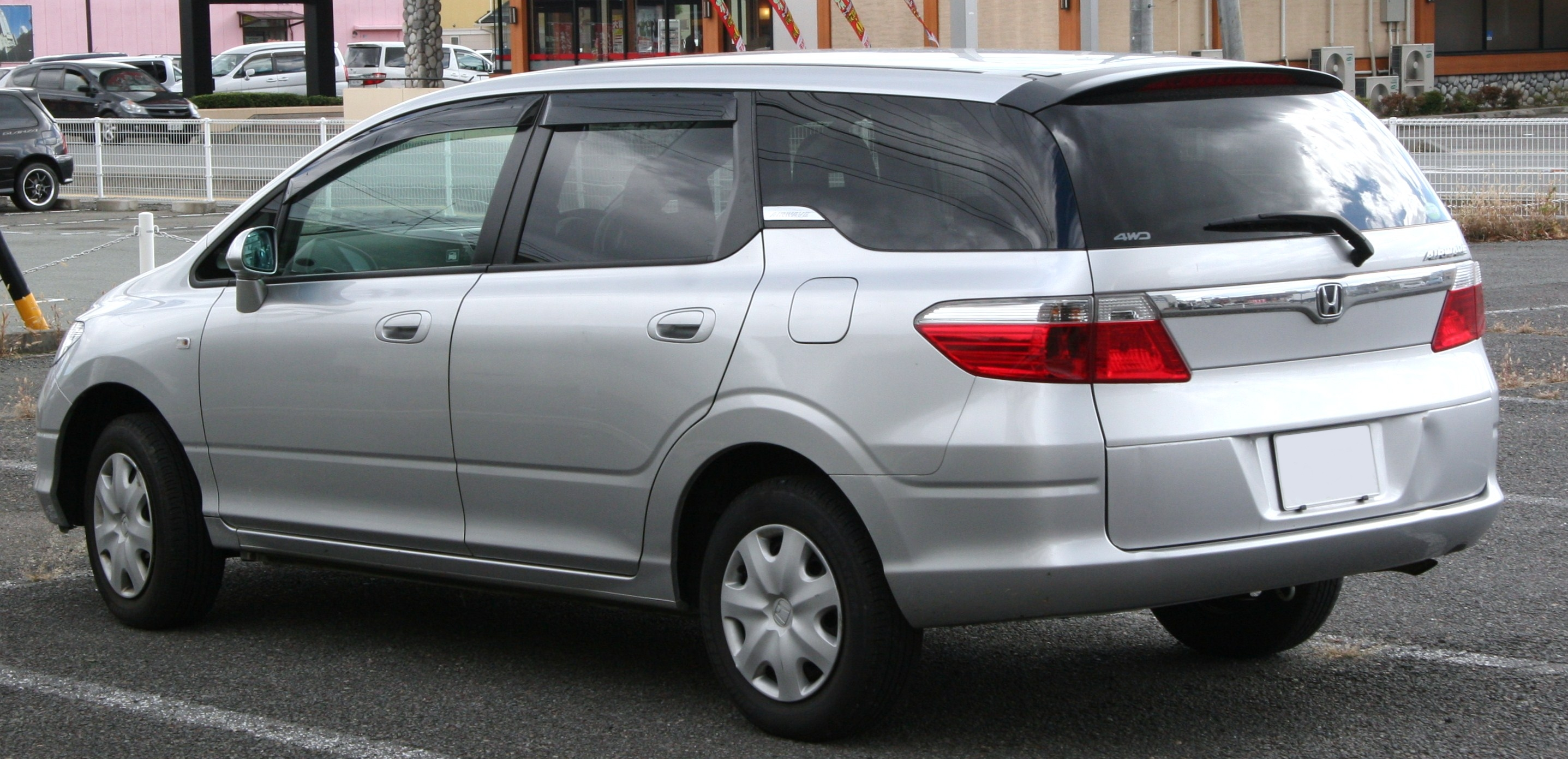
Tył Airwave

Wersje wyposażeniowe:
- L
- G